# Alan Stacey
Alan Stacey (Essex, 29 de agosto de 1933 — Spa-Francorchamps, 19 de junho de 1960) foi um automobilista de corrida britânico nascido na Inglaterra. Ele começou sua associação com a Lotus quando construiu um dos kits MkVI então oferecidos pela empresa. Depois de correr com este carro, ele construiu um Eleven, eventualmente fazendo campanha em Le Mans sob a égide da Equipe Lotus. Durante os anos seguintes, ele passou muito tempo desenvolvendo os carros do Grande Prêmio da Lotus, mais notavelmente o motor dianteiro 16 e depois o 18. Ele participou de sete Grandes Prêmios do Campeonato Mundial de Fórmula Um, estreando em 19 de julho de 1958. Ele não marcou pontos no campeonato. Ele também participou de várias corridas de Fórmula 1 fora do campeonato.

## Motorista de carro Sports
Stacey competiu com sucesso em muitas corridas de carros esportivos dirigindo carros da Lotus, inicialmente como um participante privado em seu próprio carro e mais tarde para a Equipe Lotus. Ele dirigiu com Peter Ashdown em um Lotus Eleven 1098cc nas 24 Horas de Le Mans de 1957, mas eles não conseguiram terminar. Ele dirigiu um Lotus XV-Climax até a vitória em Aintree, em uma corrida de julho de 1959 para carros esportivos de 1400cc a dois litros. Seu tempo foi de 37 minutos e 39,4 segundos. 

## Morte
Os restos mortais do carro de Alan Stacey após seu acidente fatal no Grande Prêmio da Bélgica de 1960. Na inserção, Stacey antes da corrida.
Stacey foi morto durante o Grande Prêmio da Bélgica de 1960, em Spa-Francorchamps, quando caiu a 190 km/h após ser atingido no rosto por um pássaro na 25ª volta, enquanto estava em 6º lugar em seu Lotus 18-Climax (o mesmo modelo que Stirling Moss, Jim Clark e Innes Ireland).  
O carro de Stacey saiu da estrada no interior da curva rápida de Burnenville à direita (a mesma curva onde Moss bateu no dia anterior), escalou um dique na altura da cintura, penetrou três metros de sebes grossas e caiu em um campo. Ele morreu poucos minutos depois de Chris Bristow e a algumas centenas de metros dos destroços. Em uma edição de meados da década de 1980 da revista Road & Track, a amiga e colega de equipe de Stacey Innes Irelan descreveu um artigo sobre a morte de Stacey, no qual afirmou que alguns espectadores alegaram que um pássaro voou para o rosto de Stacey enquanto ele se aproximava da curva, possivelmente deixando-o inconsciente, ou mesmo possivelmente matando-o ao quebrar o pescoço ou infligir um ferimento fatal na cabeça, antes o carro bateu.

## Personalidade
A direção de Stacey era "conservadora" de acordo com pessoas próximas ao piloto inglês. 

## Mais recentemente
O Lotus Mk VI original de Stacey foi comprado de seu proprietário pela família Stacey e passou por uma restauração completa, mas compreensiva, nas mãos de um colega de escola de Stacey, VSCC, Bentley Drivers Club e piloto da Historic Grand Prix Drivers Association, Ian Bentall, que originalmente ajudou a construir carro. O Lotus ainda está nas mãos da família Stacey, onde faz aparições ocasionais na pista.

## Fórmula completa Campeonato Mundial resultados
( chave )
| Ano  | Participante | Chassis  | Motor     | 1       | 2       | 3   | 4       | 5       | 6   | 7       | 8   | 9       | 10  | 11  | WDC | Pts. |
| ---- | ------------ | -------- | --------- | ------- | ------- | --- | ------- | ------- | --- | ------- | --- | ------- | --- | --- | --- | ---- |
| 1958 | Team Lotus   | Lotus 16 | Climax L4 | ARG     | SEG     | NED | 500     | BEL     | FRA | Ret GBR | GER | POR     | ITA | MOR | NC  | 0    |
| 1959 | Team Lotus   | Lotus 16 | Climax L4 | SEG     | 500     | NED | FRA     | GBR 8   | GER | POR     | ITA | EUA Ret |     |     | NC  | 0    |
| 1960 | Team Lotus   | Lotus 16 | Climax L4 | ARG Ret |         |     |         |         |     |         |     |         |     |     | NC  | 0    |
| 1960 | Team Lotus   | Lotus 18 | Climax L4 |         | MON Ret | 500 | NED Ret | BEL Ret | FRA | GBR     | POR | ITA     | EUA |     | NC  | 0    |

### Os resultados não-campeonato
( tecla ) (Corridas em negrito indicam a pole position) (Corridas em itálico indicam volta mais rápida)
| Ano  | Participante | Chassis       | Motor             | 1       | 2       | 3       | 4   | 5   | 6   |
| ---- | ------------ | ------------- | ----------------- | ------- | ------- | ------- | --- | --- | --- |
| 1959 | Team Lotus   | Lotus 16 (F2) | Climax L4         | BUE     | GLV     | DNA AIN | INT | OUL | SIL |
| 1960 | ?            | Maserati 250F | Maserati direto-6 | BUE Ret |         |         |     |     |     |
| 1960 | Team Lotus   | Lotus 16      | Climax L4         |         | GLV Ret | INT 4   | SIL | LOM | OUL |